# Samolot (constructeur aéronautique)
Wielkopolska Wytwórnia Samolotów Samolot S.A, généralement abrégé en Samolot (Avion en polonais), est un constructeur aéronautique polonais disparu. Créé à Poznań en 1924, Samolot a construit divers appareils étrangers sous licence et les avions dessinés par Ryszard Bartel, alors responsable du bureau d’études de la firme.
Créé le 11 août 1923 à Poznań, Samolot débuta ses activités le 24 avril 1924 sur le terrain d’aviation de Poznań-Ławica. Elle a initialement produit des biplans d’entrainement Hanriot HD.28 (en) (144 exemplaires entre 1925 et 1926) et HD.19 (en) (55 exemplaires) pour l’armée de l’air polonaise. Une version ambulance du premier (H.28S) fut également développée par Samolot et construite à 16 exemplaires en 1927/1928. 
Un prototype d’avion de sport (Samolot Sp-I) fut construit en 1925, avant que Ryszard Bartel ne prenne la direction du bureau d’études et entreprenne le développement d’une famille d’avions d’entrainement pour l’armée de l’air polonaise. Les Bartel BM-4 et BM-5 furent construits en série, alors que les Bartel BM-2 et BM-6 ne dépassèrent pas le stade prototype.  
Samolot a également construit divers prototypes d’avions légers ou de planeurs dessinés par d’autres ingénieurs polonais et, à partir de 1927, monté des carrosseries sur des châssis automobiles importés.
Le 12 septembre 1929, un incendie ravagea l’usine de Poznań-Ławica. Souffrant d’un manque de commandes, l’entreprise ne devait pas rouvrir ses portes. Ce qui restait des moyens industriels fut acheté par PZL et le développement du BM-4 transféré chez PWS (en).